# 恩斯珀尔
恩斯珀尔是德国莱茵兰-普法尔茨州的一个市镇。总面积1.46平方公里，总人口286人，其中男性145人，女性141人（2011年12月31日），人口密度196人/平方公里。